# Edward Craggs-Eliot (1er baron Eliot)
Pour les articles homonymes, voir Craggs.
Edward Craggs-Eliot, 1er baron Eliot (Londres, 8 juillet 1727 – 17 février 1804, Port Eliot, Cornouailles) est un fonctionnaire et homme politique anglais qui siège à la Chambre des communes de 1748 à 1784, lorsqu'il est élevé à la Pairie en tant que baron Eliot.

## Biographie
Il est le fils de Richard Eliot (vers 1694 – 19 novembre 1748) et de Harriot Craggs (vers 1704 - janvier 1769), fille illégitime du secrétaire d’État, James Craggs le jeune (9 avril 1686 – 2 mars 1721) et Hester Santlow (en), la célèbre actrice. Sa sœur Anne, qui épouse le capitaine Hugh Bonfoy, est une beauté remarquable, peinte à deux reprises par Joshua Reynolds. Une autre sœur, Elizabeth, épouse Charles Cocks (1er baron Somers).
En 1742, il s'inscrit à St Mary Hall, à Oxford, mais n'obtient pas son diplôme. En 1747-1748, il voyage en Europe continentale, principalement dans les Provinces-Unies, en Allemagne et en Suisse. Le 19 novembre 1748, il succède à son père. De 1748 à 1768, il est député pour St Germans, en Cornouailles, où se trouve le domaine familial de Port Eliot. Par la suite, il devient député de Liskeard (1768-1774), de St-Germain (1774-1775) et de Cornouailles (1775-1784).
En 1751, il est nommé receveur général du duché de Cornouailles. De 1760 à 1776, il est l'un des huit commissaires au commerce et aux plantations et, en 1775, il redevient receveur général du duché. Cependant, en 1776, il vote notamment contre l'emploi de troupes de Hesse et démissionne de la Commission du Commerce et du gouvernement.
Le 13 janvier 1784, il est élevé à la pairie sous le nom de baron Eliot, de St Germans en Cornouailles et prend sa place à la Chambre des lords le 2 février 1784. Le 15 avril 1789, selon la stipulation de l'héritage de Craggs, il change son nom de famille d'Eliot en Craggs (en utilisant à l'occasion "Craggs Eliot" à la place d'Edward Craggs Lord Eliot). Au même moment, les armoiries d'Eliot sont divisés en quartiers avec ceux de la famille Craggs et utilisés par Edward et ses fils.
Eliot est une connaissance de Samuel Johnson et un ami (et patron) de Joshua Reynolds.

## Famille
Edward épouse le 25 septembre 1756, à l'église St James, Westminster, Catherine Elliston (septembre 1735 - 23 février 1804), fille du capitaine Edward Elliston et de Catherine Gibbon, la tante d'Edward Gibbon, avec quatre enfants:
1. Edward James Eliot (9 août 1757 - septembre 1757)
2. Edward James Eliot (24 août 1758 - 17 septembre 1797)
3. John Eliot (1er comte de St Germans) (30 septembre 1761 - 17 novembre 1823)
4. William Eliot (2e comte de St Germans) (1er avril 1767 - 19 janvier 1845)

Eliot est décédé à son domaine de Port Eliot le 17 février 1804 et est enterré à St Germans, Cornouailles